# David Byron
David Byron, rodným jménem David Garrick, (29. ledna 1947, v Epping, Essex, Velká Británie – 28. února 1985, v Reading, Berkshire) byl britský zpěvák.
Byl původním sólovým zpěvákem skupiny Uriah Heep v letech 1969-1976 a zpěvákem skupiny Spice v letech 1967-1969, která byla stejně jako The Gods předchůdcem Uriah Heep. Navzdory svému hlasovému rozsahu, umocněnému smyslem pro dynamiku a charismatickým vystupováním na jevišti, byl Byron v roce 1976 donucen od Uriah Heep odejít. Ken Hensley (klávesista a hlavní skladatel skupiny), dal manažerovi skupiny Gerry Bronovi ultimatum: „Buď já nebo on!“. Důvodem bylo Davidovo stále se stupňující nevhodné chování pod vlivem alkoholu.
Neúspěšně se ještě pokusil oživit svou kariéru ve skupině Rough Diamond (sestavené z bývalých hráčů skupin Humble Pie a Wings), nebo sólovým albem (Baby Faced Killer) se svou skupinou The Byron Band.
Zemřel 28. února 1985 na komplikace spojené s nadužíváním alkoholu.

## Diskografie

### Uriah Heep
- The Lansdowne Tapes (kompilace nahrávek od  Spice  a prvních alb Uriah Heep) - nahráno 1968-1971, vydáno 1994
- Very 'eavy... Very 'umble (UK) / Uriah Heep (US) - 1970
- Salisbury - 1971
- Look at Yourself - 1971
- Demons & Wizards - 1972
- The Magician's Birthday - 1972
- Uriah Heep Live - 1973
- Sweet Freedom - 1973
- Wonderworld - 1974
- Live at Shepperton' 74 - nahráno 1974, vydáno 1986
- King Biscuit Flower Hour Presents In Concert - nahráno 1974, vydáno 1997
- Return to Fantasy - 1975
- High and Mighty - 1976
- A Time of Revelation (Antologie 4CD, dříve nevydaného materiálu s Davidem Byronem) - nahráno 1968-1995, vydáno 1996

### sólová alba
- Take No Prisoners - 1975
- Baby Faced Killer - 1978

### Rough Diamond
- Rough Diamond - 1977

### The Byron Band
- On The Rocks - 1981
- Lost And Found - nahráno 1980-82, vydáno 2003